# Nazareth (álbum de Rosana Lanzelotte)
Nazareth é o sexto álbum da cravista brasileira Rosana Lanzelotte. Lançado em 2009, reúne suas interpretações para quinze peças do compositor brasileiro Ernesto Nazareth, além de uma faixa de autoria anônima.
Neste álbum estão presentes duas faixas inéditas do compositor: Furinga e Encantador.

## Faixas
| Faixa | Título          | Intérprete                                                                                          | Duração |
| ----- | --------------- | --------------------------------------------------------------------------------------------------- | ------- |
| 1     | "Garoto"        | Rosana Lanzelotte (cravo) Caito Marcondes (pandeiro Anklang) Luis Leite (violão)                    | 2:57    |
| 2     | "Escorregando"  | Rosana Lanzelotte (cravo) Caito Marcondes (pandeiro Anklang) Luis Leite (violão)                    | 2:37    |
| 3     | "Lundum"        | Rosana Lanzelotte (cravo) Luis Leite (violão)                                                       | 2:05    |
| 4     | "Batuque"       | Rosana Lanzelotte (cravo) Caito Marcondes (dumbek, ganzá)                                           | 5:00    |
| 5     | "Encantador"    | Rosana Lanzelotte (cravo) Caito Marcondes (bodhrán David Roman e caxixis)                           | 4:29    |
| 6     | "Fon-Fon"       | Rosana Lanzelotte (cravo) Caito Marcondes (pandeiro no colo e caxixis)                              | 4:29    |
| 7     | "Tenebroso"     | Rosana Lanzelotte (cravo) Caito Marcondes                                                           | 2:43    |
| 8     | "Furinga"       | Rosana Lanzelotte (cravo) Luis Leite (violão)                                                       | 3:29    |
| 9     | "Digo"          | Rosana Lanzelotte (cravo) Caito Marcondes (bodhrán David Roman) Luis Leite (violão)                 | 4:11    |
| 10    | "Odeon"         | Rosana Lanzelotte (cravo) Caito Marcondes Luis Leite (violão)                                       | 6:25    |
| 11    | "Cuyubinha"     | Rosana Lanzelotte (cravo) Luis Leite (violão)                                                       | 2:56    |
| 12    | "Atrevidinha"   | Rosana Lanzelotte (cravo) Caito Marcondes (pandeiro no colo, caxixis e lek-lek) Luis Leite (violão) | 3:08    |
| 13    | "Pierrot"       | Rosana Lanzelotte (pianoforte) Caito Marcondes (ábaco e matagal)                                    | 3:18    |
| 14    | "Elegantíssima" | Rosana Lanzelotte (pianoforte)                                                                      | 4:07    |
| 15    | "Cubanos"       | Rosana Lanzelotte (pianoforte)                                                                      | 3:25    |
| 16    | "Fidalga"       | Rosana Lanzelotte (pianoforte)                                                                      | 5:11    |